# Budila
Budila (in ungherese Bodola, in tedesco Bodeln) è un comune della Romania di 3931 abitanti, ubicato nel distretto di Brașov, nella regione storica della Transilvania.